# Saint-Martin (Métro Paris)

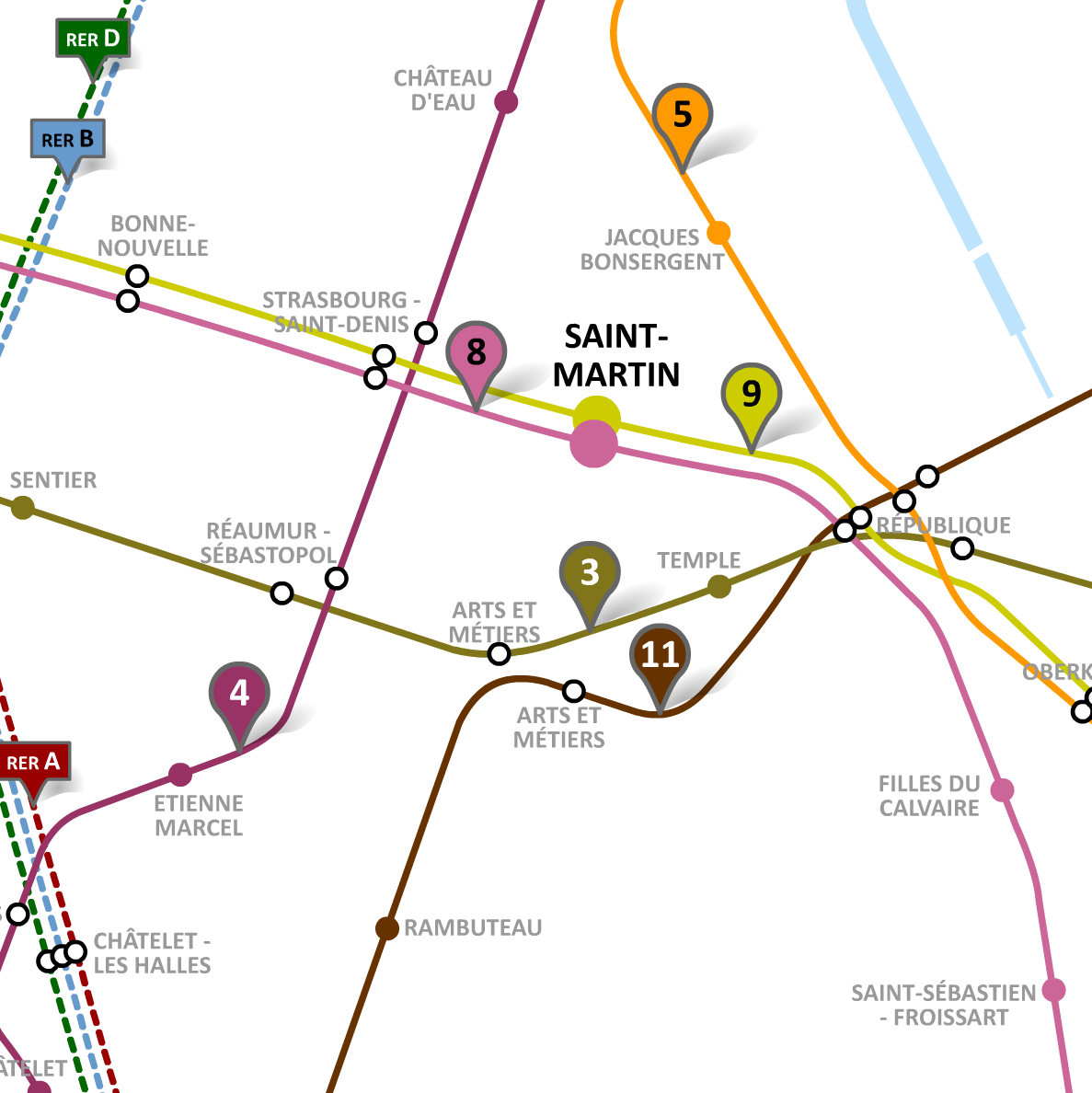
Standort der geschlossenen Station auf dem Netzplan

Saint-Martin ist ein unterirdischer U-Bahnhof der Linien 8 und 9 der Métro Paris. Seit dem 2. September 1939 ist er für den Fahrgastverkehr geschlossen und zählt heute zu den Geisterbahnhöfen („Stations fantômes“) der RATP.

## Lage
Der Bahnhof liegt längs unter dem Boulevard Saint-Martin an der Grenze des 3. und des 10. Arrondissements von Paris. Er befindet sich zwischen den Umsteigebahnhöfen Strasbourg – Saint-Denis und République.

## Name
Namengebend ist der Boulevard Saint-Martin. Martin war im 4. Jahrhundert Bischof von Tours. Um ihn ranken sich verschiedene Legenden, darunter die, dass er seinen Mantel teilte und eine Hälfte einem frierenden Bettler gab.

## Geschichte
Die Station der Linie 8 wurde am 5. Mai 1931, die der Linie 9 am 10. Dezember 1933 eröffnet. Bereits am 1. Februar 1932 hatte dort, in Anwesenheit des „Vaters der Métro“ Fulgence Bienvenüe, die Abnahmezeremonie für die verlängerte Linie 9 stattgefunden, die an jenem Tag offiziell der Compagnie du chemin de fer métropolitain de Paris (CMP) übergeben wurde.
Zu Beginn des Zweiten Weltkriegs wurde der U-Bahnhof, wie 72 weitere, für den Fahrgastverkehr geschlossen. Nach dem Krieg zunächst wiedereröffnet, wurde er aufgrund seiner Nähe zum Umsteigebahnhof Strasbourg – Saint-Denis ein zweites Mal stillgelegt und wird von den Zügen seither ohne Halt durchfahren.

## Beschreibung
Die Gleise der Linie 9 liegen unter denen der Linie 8. Jedes Gleis hat einen eigenen, an den Außenseiten der Strecken liegenden Bahnsteig in einem separaten Tunnel. Die Bahnsteige sind jeweils 105 m lang, die Breite des gesamten Bauwerks beträgt 20,20 m.
Östlich des U-Bahnhofs zweigt ein Betriebsgleis vom nördlichen Gleis der Linie 8 zur Linie 5 ab, das das nördliche Gleis der Linie 9 überquert. Danach steigen die Gleise der Linie 9 auf das Niveau der Linie 8 an.

## Sonstiges
Seit 1999 dient ein Teil des U-Bahnhofs als winterliche Unterkunft für Obdachlose, wiederholt wurde er auch für Filmaufnahmen und Werbeveranstaltungen genutzt. So wurden 2010 auf einem der Bahnsteige Fahrzeuge einer japanischen Automobilfirma aufgestellt und den Fahrgästen bei der Durchfahrt der Züge durch die Station in einem werbewirksamen Dekor präsentiert.

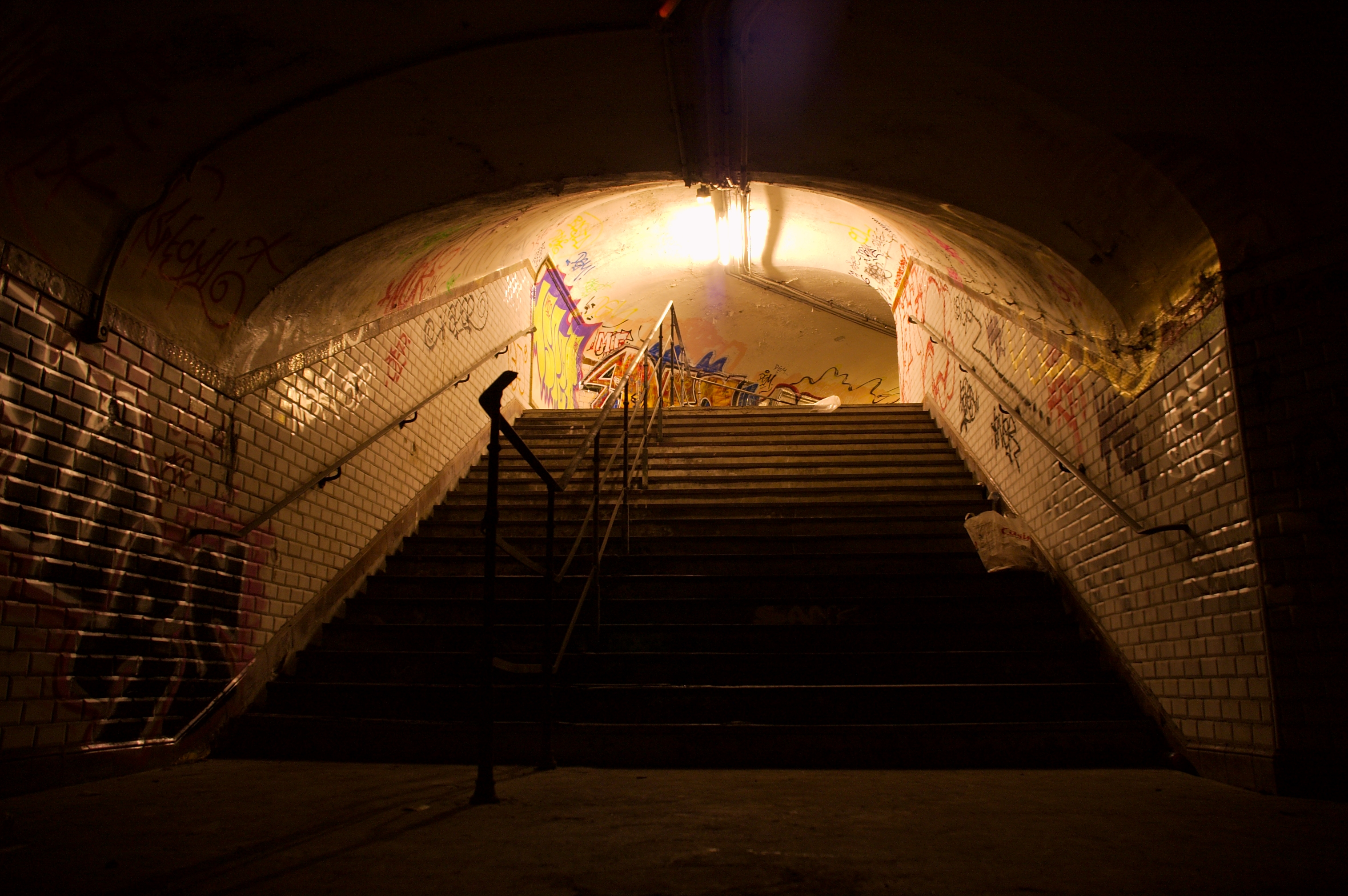
Treppe mit ungleich breiten Bereichen für ankommende und abgehende Fahrgäste
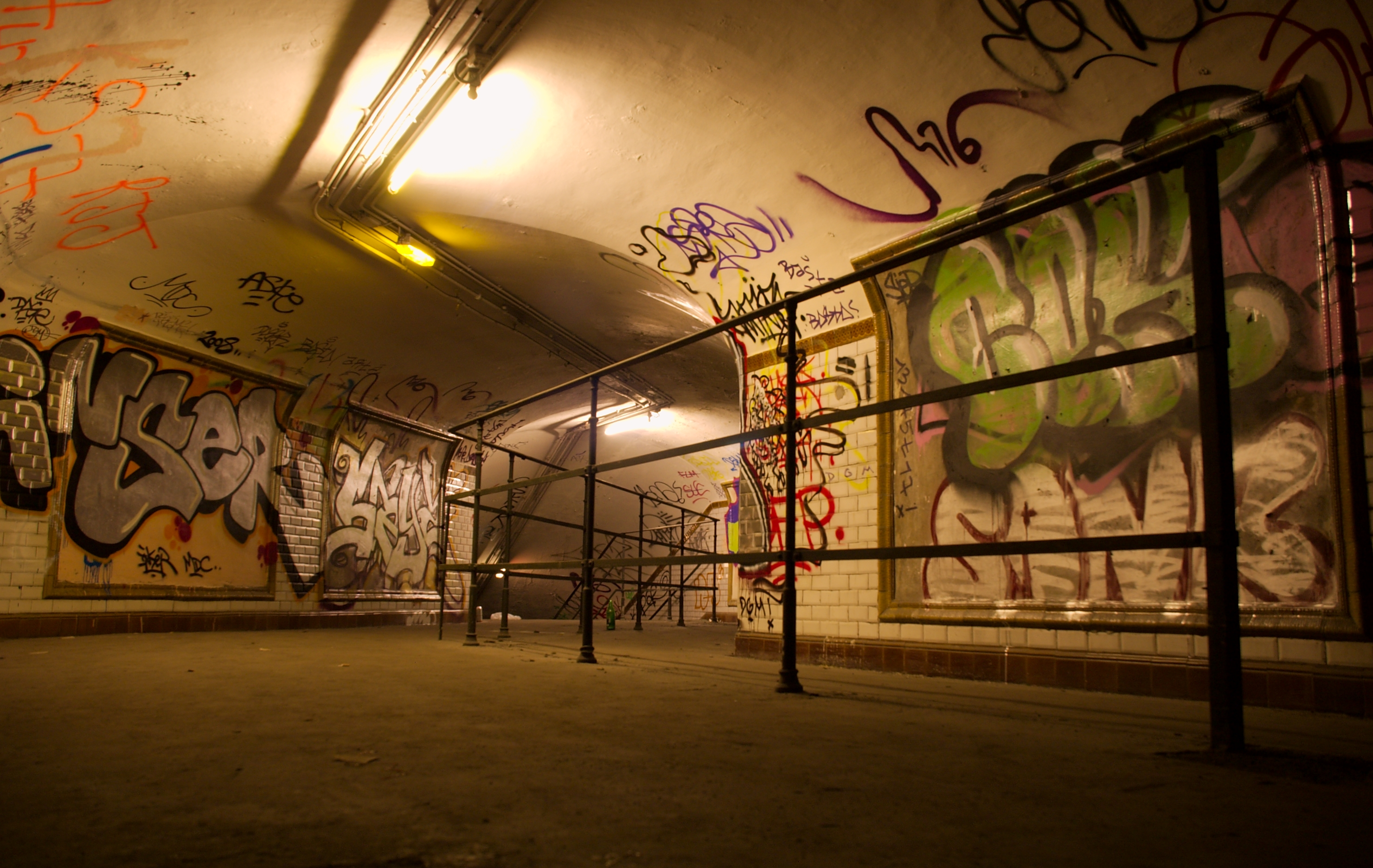
Fußgängertunnel im U-Bahnhof Saint-Martin
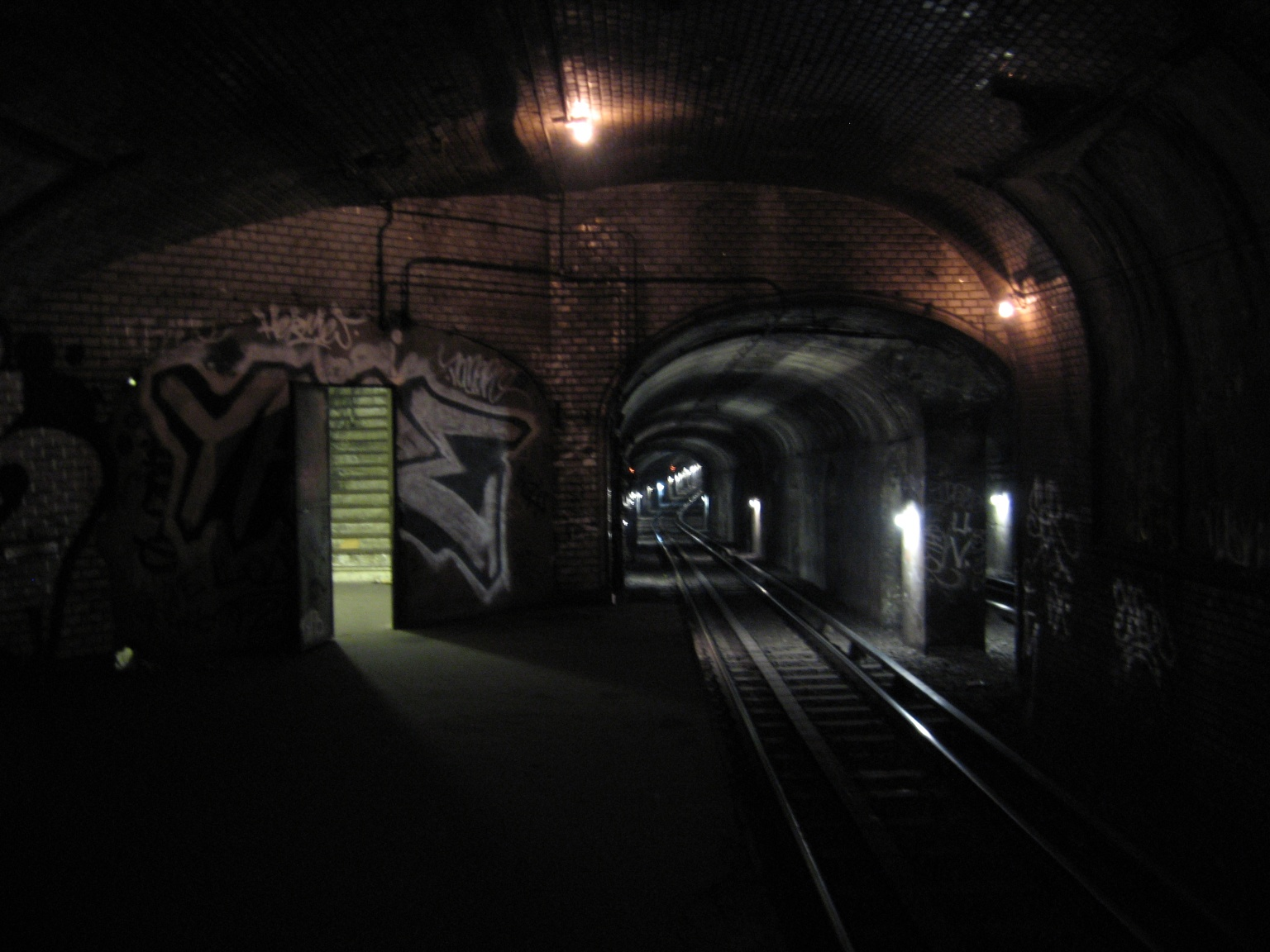
Bahnsteig und Tunnel der Linie 9, Blick Richtung République
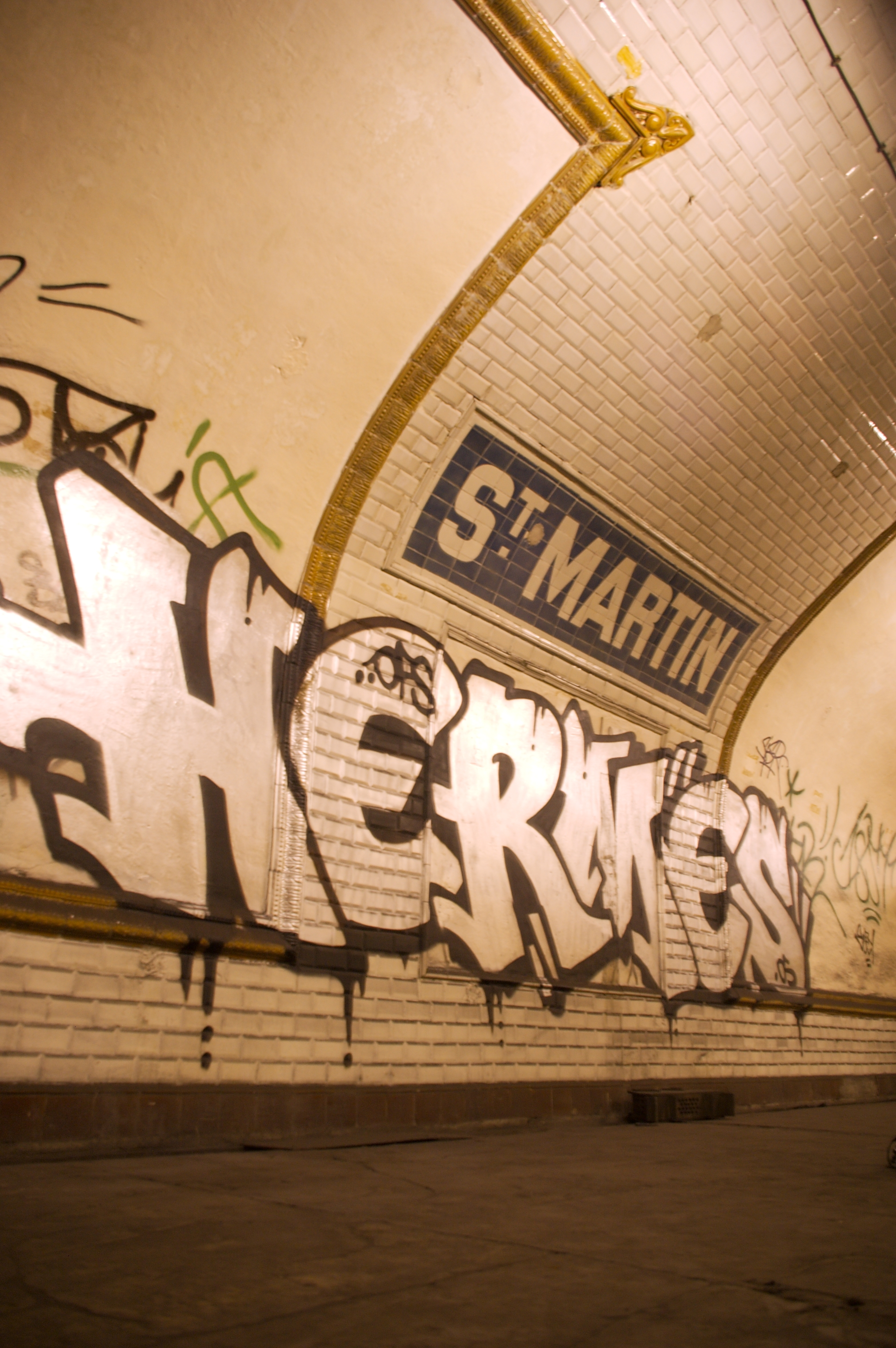
Rahmen für Plakatwerbung und Stationsschild aus Wandfliesen